# سكوت هورتا
سكوت هورتا (بالإنجليزية: Scott Horta)‏ هو لاعب كرة قدم أمريكي، ولد في 3 أكتوبر 1988 في برينستون في الولايات المتحدة. شارك مع منتخب بورتوريكو لكرة القدم.

## وصلات خارجية
- سكوت هورتا على موقع الاتحاد الدولي (مؤرشف)  (الإنجليزية)
- سكوت هورتا على موقع قاعدة بيانات كرة القدم.إي يو (الإنجليزية)
- سكوت هورتا على موقع ناشيونال فوتبول تيمز (الإنجليزية)